# Luis Algorri
Luis Fernando Perez Algorri (* 8. Mai 1958 in León, Spanien) ist ein spanischer Journalist und Schriftsteller.
Algorri schrieb nach einem geisteswissenschaftlichen Studium für verschiedene spanische Zeitungen, darunter El País, El Independiente, El Tiempo und Diario 16 – für dieses Blatt als Kolumnist und Redaktionsmitglied. Er wirkt in Spanien als Sänger und Regisseur und hat sich in der spanischen Musikpresse einen Namen als Opernkritiker gemacht. Er schreibt regelmäßig in schwullesbischen Publikationen wie Odisea, Shangay und Zero und trat auch als Übersetzer aus dem Katalanischen in Erscheinung, insbesondere des Romans Isaac y els dubtes von Lluís Maria Todó (Editorial Odisea, Madrid 2014), der auf Spanisch in einer früheren, unzensierten Fassung erschien.
Er schreibt auch regelmäßig über die katholische Kirche und ist Mitglied der Asociación de Periodistas de Información Religiosa (dt.: Verein von Journalisten zur Religiösen Information).
Sein erster Roman, Du hörst von mir, erzielte großen Erfolg in Spanien und wurde in fünf Sprachen übersetzt. In der Folge beteiligte er sich mit einer Erzählung an der Anthologie Tu piel en mi boca (Editorial Egales, Barcelona 2004).

## Werk
- Algún día te escribiré esto. Colección Salir del armario, Editorial Egales, Madrid 1999, ISBN 84-923083-9-7.
  - deutsch: Du hörst von mir. aus dem Spanischen von Carsten Hinz. Bruno Gmünder Verlag, Berlin 2011, ISBN 978-3-86787-181-5.